# Prospalta firina
Prospalta firina là một loài bướm đêm trong họ Noctuidae.